# Monachodesmus
Monachodesmus är ett släkte av mångfotingar. Monachodesmus ingår i familjen fingerdubbelfotingar.
Kladogram enligt Catalogue of Life:
| Monachodesmus | \| \| Monachodesmus feae \| \| \| \| \| \| Monachodesmus odiosus \| \| \| \| |
|               | \| \| Monachodesmus feae \| \| \| \| \| \| Monachodesmus odiosus \| \| \| \| |
|               | Monachodesmus feae                                                           |
|               |                                                                              |
|               | Monachodesmus odiosus                                                        |
|               |                                                                              |